# Frank Le Gall
Pour les articles homonymes, voir Le Gall.
Frank Le Gall est un auteur français de bande dessinée né le 23 septembre 1959 à Rouen.

## Biographie
Il publie ses premières planches, Pouce de Plein-Vent, dans Pistil de 1977 à 1978. Il entre ensuite à Spirou et réalise de 1981 à 1982 Valry Bonpain, une suite d'histoires complètes au dessin fortement influencé par Marc Wasterlain scénarisées par Alain Clément et mettant en scène un saxophoniste de jazz. En 1984, son héros à lunettes Théodore Poussin paraît pour la première fois dans les pages de Spirou et les parutions s'enchaînent jusqu'en 2005.
Un an plus tard, sur un texte de Yann, il dessine Yoyo dans Circus dont le premier tome, La Lune noire, est publié en 1986. Tout en continuant de travailler pour les éditions Dupuis, il collabore à Je Bouquine et illustre plusieurs classiques comme Pinocchio, Le Kid en cavale, Rikki-Tiki-Tavi et Ali-Baba et les 40 voleurs.
En collaboration avec son frère Pierre Le Gall il conçoit Les Petits Contes noirs, dont deux albums paraissent chez Dargaud. En 2007, dans le cadre de la continuation de la série Spirou et Fantasio que Dupuis confie à des auteurs différents chaque année, il publie Les Marais du temps, mettant en scène Spirou et Fantasio dans un style rétro.
Frank Le Gall considère que ses sources d'inspiration se situent à la croisée de la bande dessinée (Franquin et Hergé) et de la littérature (Blaise Cendrars et Pierre Mac Orlan).

### Vie familiale
Frank Le Gall vit à Quimperlé avec Eve Tharlet, dessinatrice de bande dessinée et illustratrice d'ouvrages jeunesse,.

## Œuvres publiées

### Bande dessinée

#### Albums
- Les Exploits de Yoyo (dessin), avec Yann (scénario), Glénat :

1. La Lune noire, 1986
2. Les Sirènes de Wall Street, 1987

- Théodore Poussin, Dupuis :

1. Capitaine Steene, 1987
2. Les Mangeurs d'archipels, 1987
3. Marie Vérité (dessin), avec Yann (scénario) 1988
4. Secrets, 1990
5. Le Trésor du rajah blanc, 1991
6. Un Passager porté disparu, 1992
7. La Vallée des roses, 1993
8. La Maison dans l'île, 1994
9. La Terrasse des audiences, Tome 1, 1995
10. La Terrasse des audiences, Tome 2, 1997
11. Novembre toute l'année, 2000
12. Les Jalousies, 2005
13. Le Dernier Voyage de l'Amok, 2018 (précédé de « Cahiers Théodore Poussin »)[3] - Sélection officielle du Festival d'Angoulême 2019
14. Aro Satoe, 2023

- Les Aventures de la fin de l'épisode (dessin), avec Lewis Trondheim (scénario), L'Association, coll. « Patte de mouche », 1995
- Catastrophes au pays du Père Noël, Delcourt, coll. « Jeunesse », 1996
- Les Barbutins (dessin), avec Irène Colas (scénario), Delcourt, coll. « Jeunesse » :

1. La Rhino de Barbutin vert, 1999
2. Les Ananas de Kilikili, 2000

- Les Formidables Aventures de Lapinot t. 5 : Vacances de printemps (scénario), avec Lewis Trondheim (dessin), Dargaud, coll. « Poisson Pilote », 1999
- Petits Contes noirs (dessin et scénario), avec Pierre Le Gall (scénario), Dargaud, coll. « Poisson Pilote » :

1. La Fin du Monde, 2000[4].
2. La Biologiste n'a pas de culotte, 2001[5]

- Valry Bonpain : Aventures en Mi-Bémol, scénario Alain Clément. BD Rêve, 2003.
- Une aventure de Spirou et Fantasio par ... t. 2 : Les Marais du temps, Dupuis, 2007
- Miss Annie (scénario), dessin de Flore Balthazar, couleurs de Robin Doo, éd. Dupuis

1. Miss Annie[6], 2010  (ISBN 978-2-8001-4658-4)
2. Vraiment, Miss Annie ?[7], 2013  (ISBN 2-8001-5071-8)

- Là où vont les fourmis, scénario, dessin de Michel Plessix, couleurs de Sébastien Orsini, Casterman, 2016

- Mary Jane, scénario, dessin de Damien Cuvillier, Futuropolis, 2020

#### Autres
- Dick, (roman), éditions Alien, 1993.
- Presque moi (contes et nouvelles), éditions Alien, 2002.

#### Collectifs et participations
- « Polly Littledwarf » (dessin), avec Yann (scénario), dans Les Histoires merveilleuses des oncles Paul, Vents d'Ouest, 1986
- Du Souchon dans l'air, Delcourt, 1988 : deux illustrations.
- L'Arbre des deux printemps (dessin), avec Rudi Miel (scénario), Le Lombard, coll. « Signé », 2000
- « Le Dernier train », « Lou », « Bientôt », sur l'album de Coralie Clément, Salle Des Pas Perdus, Capitol Records, 2001[8]
- « Au bar du Lutetia », d'après Eddy Mitchell, dans Les Chansons de Mr Eddy, Soleil, coll. « Start », 2003[9]
- BD Rock t. 1 : 50 years around the rock, Nocturne, 2005
- « La saga des beignets » (scénario), avec Stanislas, dans Archives Stanislas, L'Association, 2005
- « Cargo culte », dans Les chansons de Gainsbourg t. 2 : Melody et Marilou, Soleil, 2006

### Illustrations
- L'écaille du dragon écrit par Jean-Charles Bernardini (éditions Mango Jeunesse, coll Le cercle magique)

### Autre
- Il était une fois…, adaptation de Le Petit Soldat de plomb, 1995

## Prix
- 1989 : Alph-Art du meilleur album français au festival d'Angoulême pour Théodore Poussin, t. 3 : Marie Vérité[10]
- 1992 :  Prix Max et Moritz de la meilleure publication de bande dessinée pour Théodore Poussin
- 1993 : Alph'Art du public au festival d'Angoulême pour Théodore Poussin, t. 6 : Un passager porté disparu[11]
- 2019 : Grand Prix de l’Académie Victor Rossel de bande dessinée[12].